# Oxidus gracilis

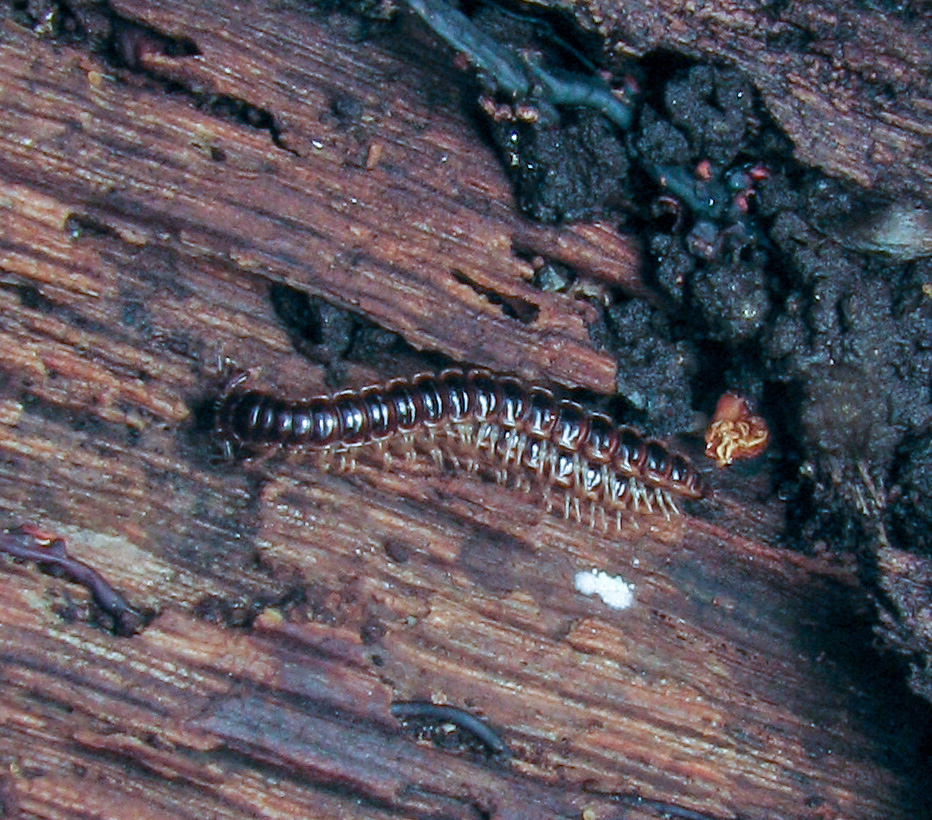
Cặp đang giao phối

Cuốn chiếu nhà kính (Oxidus gracilis), còn được gọi là cuốn chiếu nhà nóng, cuốn chiếu mặt bích ngắn hay cuốn chiếu vườn là một loài cuốn chiếu trong họ Paradoxosomatidae đã được giới thiệu rộng rãi trên khắp thế giới và đôi khi là loài gây hại trong nhà kính.

## Đặc điểm
Cuốn chiếu nhà kính đạt chiều dài từ 18 đến 23 mm khi trưởng thành và chiều rộng từ 2 đến 2,5 mm. Phần lưng của mỗi đoạn đều có một rãnh ngang, một đặc điểm được tìm thấy ở đa số các loài họ Paradoxosomatidae. Chúng có màu nâu với các chân và phần lưng màu kem nhạt (các "phần dưới" bên kéo dài ra từ mỗi đoạn).

## Phân bố
Cuốn chiếu nhà kính được cho là có nguồn gốc từ Nhật Bản, nhưng đã được giới thiệu trên toàn cầu. Chúng được tìm thấy ở vùng nhiệt đới cũng như ôn đới Bắc và Nam Mỹ, và toàn bộ Châu Âu.